# Внуковский
Вну́ковский — хутор в Кавказском районе Краснодарского края Российской Федерации. В рамках административно-территориального устройства входит в состав Привольного сельского округа, в рамках организации местного самоуправления входит в состав Привольного сельского поселения.

## География
Находится в пределах Прикубанской степной равнины, на берегу реки Челбас.
Уличная сеть представлена одним географическим объектом: ул. Заречная. Она на западе сливается с ул. Полевая хутора Красная Звезда.

## Население
| 2002 | 2010 |
| ---- | ---- |
| 468  | ↘442 |

## Транспорт
Ближайшая остановка общественного транспорта «Красная Звезда» на западной окраине хутора.